# Пол В. С. Андерсон
Пол Вилијам Скот Андерсон (енгл. Paul William Scott Anderson; Волсенд, 4. март 1965) британски је филмски редитељ, продуцент и сценариста, познат по свом раду на научнофантастичним филмовима и екрнизацијама видео-игара.

## Детињство и младост
Рођен је у Волсенду, у Енглеској. Са девет година почео је да снима филмове камером Super 8. Након што је завршио основно и средње образовање, постао је најмлађа особа икада која је дипломирала на Универзитету Варвик.

## Приватни живот
Године 2002. је почео да се забавља са главном глумицом филма Притајено зло, Милом Јововић. Запросио ју је 2003. и били су заједно наредне четири године, након чега су раскинули и поново постали пар почетком 2007. године. Јововићева је 3. новембра 2007. родила њихово прво дете, ћерку Евер Андерсон, у Лос Анђелесу. Венчали су се 22. августа 2009. Њихово друго дете, ћерка, рођена је у априлу 2015. У августу 2019. Јововићева је открио да очекују трећу ћерку након што је доживела спонтани побачај две године раније. Њихова трећа ћерка рођена је у фебруару 2020.

## Филмографија

### Филм
| Година | Српски назив                     | Изворни назив | Редитељ | Продуцент | Сценариста |
| ------ | -------------------------------- | ------------- | ------- | --------- | ---------- |
| 1994.  | Шопинг                           |               | Да      | Не        | Да         |
| 1995.  | Мортал Комбат                    |               | Да      | Не        | Не         |
| 1997.  | Коначни хоризонт                 |               | Да      | Не        | Не         |
| 1998.  | Војник                           |               | Да      | Не        | Не         |
| 2002.  | Притајено зло                    |               | Да      | Да        | Да         |
| 2004.  | Осми путник против Предатора     |               | Да      | Не        | Да         |
| 2004.  | Притајено зло: Апокалипса        |               | Не      | Да        | Да         |
| 2005.  | Мрак                             |               | Не      | Да        | Не         |
| 2006.  | Мртав или жив                    |               | Не      | Да        | Не         |
| 2007.  | Притајено зло: Истребљење        |               | Не      | Да        | Да         |
| 2008.  | Трка смрти                       |               | Да      | Да        | Да         |
| 2009.  | Пандорум                         |               | Не      | Да        | Не         |
| 2010.  | Притајено зло: Живот после смрти |               | Да      | Да        | Да         |
| 2011.  | Три мускетара                    |               | Да      | Да        | Да         |
| 2012.  | Притајено зло: Освета            |               | Да      | Да        | Да         |
| 2014.  | Помпеја                          |               | Да      | Да        | Не         |
| 2016.  | Притајено зло: Коначно поглавље  |               | Да      | Да        | Да         |
| 2020.  | Ловац на чудовишта               |               | Да      | Да        | Да         |